# Patrik Ourednik
Patrik (Patrick) Ourednik  (n. Praga; 1957) es un escritor checo.
Es autor de una quincena de libros y el traductor al checo de Rabelais, Jarry, Queneau, Beckett, Michaux o Vian. En 2001 publica un libro que ha de dar la vuelta al mundo: Europeana. Una breve historia del siglo XX.
La juventud de Patrik Ourednik transcurre en la Checoslovaquia de los años 70 en plena « normalización », época que había de poner fin a las esperanzas de la « Primavera de Praga ». Firmante de una Petición por la liberación de prisioneros y editor de samizdats, pronto se verá excluido de los estudios universitarios debido a su « no-conformidad ideológica ». En 1984 se exilia en Francia, donde vive desde entonces.
Toda la obra de Patrik Ourednik — diccionarios « no convencionales », ensayos, novelas, poesías, pastiches — está marcada por su interés sobre las ideas recibidas, prejuicios y estereotipos, mismos que son examinados a través del lenguaje que, según sostiene, expresa siempre « la verdad de una época » : « En cuanto a mí, intento aplicar un principio un poco diferente partiendo de la premisa de que sí es posible tomar como sinónimo de « la verdad de una época » la lengua de dicha época. Dicho de otra manera, ampararse de un cierto número de tics del lenguaje, estereotipos y lugares comunes, con la intención de que ellos actúen y se confronten tal y como lo harían los personajes de un relato tradicional. ».

## Principales obras en prosa
Año veinticuatro (1995) reanuda los «juegos de la memoria» de Joe Brainard y Georges Perec. La base de estos «descensos» en la memoria del autor está constituida por recuerdos fragmentados introducidos bajo la fórmula de un «yo me acuerdo». A través de estos pequeños recuerdos, que abarcan los años 1965 a 1989, el autor hace resurgir instantes, momentos, cuadros mismos que son extraídos, ora de su propia vida, ora de aquello que convenimos en llamar los «grandes» hechos de una sociedad. Aquí se entreverán clichés propios de determinadas situaciones, detalles eternos, fragmentos de discursos, truismos, tics que pasan a través del prisma del sujeto y de la «vivencia» del autor. La mirada de Ourednik permanece individualizada, caracterizada, sin que por ello emita juicio alguno sobre los acontecimientos. La época es desenmascarada por ella misma, por su lengua, misma que a menudo se encuentra bajo el microscopio de un autor arrancado a su contexto de comunicación situado en el tiempo.
Europeana: una breve historia del siglo XX (2001) propone, como bien lo dice su subtítulo, una «breve historia del siglo XX» expuesta no desde un punto de vista objetivo, sino como «desde abajo». El relato no respeta ninguna linealidad cronológica, no hace jerarquías entre los acontecimientos de la época, no busca un vínculo de causa – efecto, en suma, no personifica la historia. En la misma línea de Bouvard et Pecuchet, es la propia «lengua del siglo XX» la que habita en el corazón de Europeana: discursos difusos e indiferenciados que, concentrados y puestos a funcionar bajo la forma de un sistema, convocan en forma indiscriminada — y dentro de un inventario absurdo que va desde la Primera Guerra Mundial hasta el gran «bug» del milenario — la muerte de Dios y la televisión, Buchenwald y el positivismo, la emancipación de la mujer y la invención de la escalera eléctrica.
Instante propicio, 1855 (2006). Encontramos aquí el mismo proyecto de escritura — la restitución de la «verdad de una época» por la adopción de su «lengua» específica, única que puede hacerla audible —. Texto libremente inspirado en una experiencia anarquista realizada en 1890 en Brasil, es éste el relato polimorfo de una utopía libertaria que se agota en palabrerías. Tanto como en Europeana, Instante propicio barre con las manifestaciones de la estupidez humana ubicándose en su interior: las abreviaciones del pensamiento y las fórmulas ya hechas, las manifestaciones ideológicas de una era, los truismos universales. 
En Clasificado sin secuela (2006), calificado por el autor de su epílogo como de «falsa novela detectivesca aunque verdadera película metafísica de suspense», Ourednik regresa a Praga, capital de un «país nuevo y sin nombre». Al iniciar a la manera de un texto de Queneau, la novela poco a poco se revela como una trampa para el lector: frustrando las expectativas abiertas por una “novela”, Clasificado sin secuela desbarata el conformismo novelesco. Siempre según su epílogo, «Ourednik logra realizar (…) el proyecto tan “flaubertiano” de escribir un libro sobre nada». Ourednik mismo había dado algunas pistas en una entrevista concedida en 2007 a la revista Labyrint: «¿Cómo escribir sobre nada? ¿Qué es la nada? Un vacío lleno de lenguaje tanto en el sentido propio como en el sentido figurado. La ilusión de una existencia digna de ser expresada, la ilusión de una historia digna de ser contada, la ilusión de una coherencia digna de ser demostrada. La vida humana en sus tres formas: yo existo (existencia), yo progreso de un punto a otro (historia), un sentido que de ello se desprende (coherencia). Este libro también hubiera podido titularse Si solamente».